# 朋素克 (准噶尔)
朋素克（？—1799年），清朝卫拉特蒙古准噶尔部（额鲁特）王公，绰罗斯氏，丹津之玄孙，都噶尔曾孙，憨都（罕都）的孙子，色布腾旺布嗣子。
乾隆十三年（1748年），降袭札萨克固山贝子（额鲁特前旗）。乾隆二十六年（1761年），定下游牧地点为鄂尔浑河流域之乌兰乌苏，受命隶属于喀尔喀蒙古赛音诺颜部。后因为强取族台吉为己属，获罪被削职。乾隆五十六年（1791年），因车凌多尔济无后嗣，再受命袭爵。